# Little Portugal (San José)
O Little Portugal é um bairro histórico de San José, Califórnia, e historicamente o centro da comunidade luso-americana local. Little Portugal é o lar de numerosos negócios portugueses, incluindo o Adega (o primeiro restaurante de San José a ganhar uma Estrela Michelin), numerosos clubes sociais portugueses e a Igreja Nacional Portuguesa das Cinco Chagas.

## História

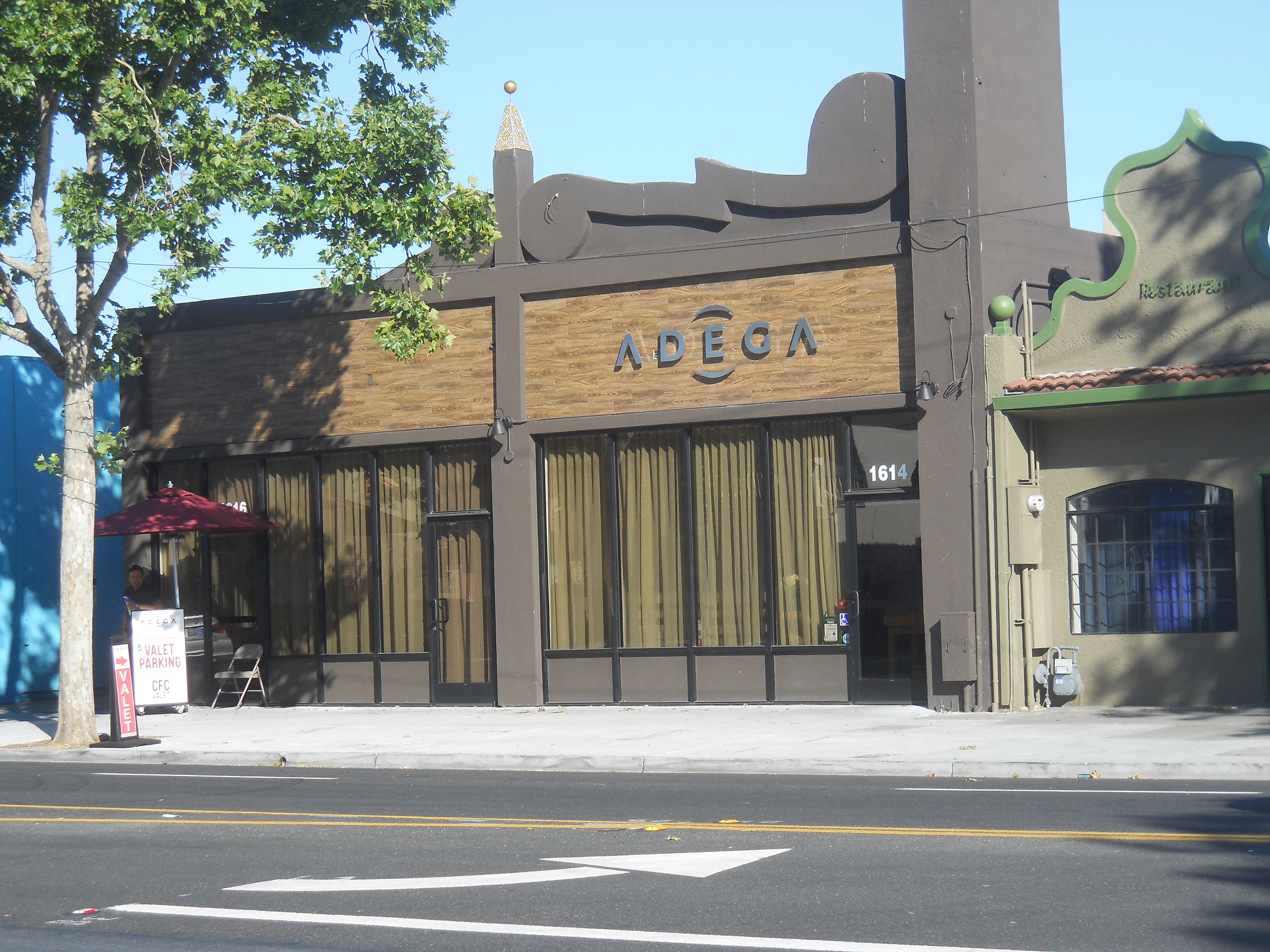
O bistrô português Adega foi o primeiro restaurante da cidade a receber uma Estrela Michelin.

Os imigrantes portugueses na Califórnia vieram historicamente dos Açores, e não de Portugal Continental, e eram tradicionalmente agricultores. Os colonos portugueses chegaram ao Vale de Santa Clara a partir da década de 1850.

### Desenvolvimento
Em meados da década de 2010, o Projeto de Deslocação Urbana da Universidade da Califórnia, Berkeley, citou-o como um dos três bairros de San José onde os residentes de baixos rendimentos corriam maior risco de serem deslocados pela gentrificação.
A segunda fase proposta do projeto de extensão do BART de Silicon Valley incluiria da Estação 28th Street/Little Portugal atrás da Igreja das Cinco Chagas. Duas das primeiras aldeias urbanas propostas no plano geral da cidade para desenvolvimento até 2040 como forma de proporcionar emprego e habitação de baixo custo deverão situar-se no bairro, uma delas na Alum Rock Avenue.

## Comunidade portuguesa

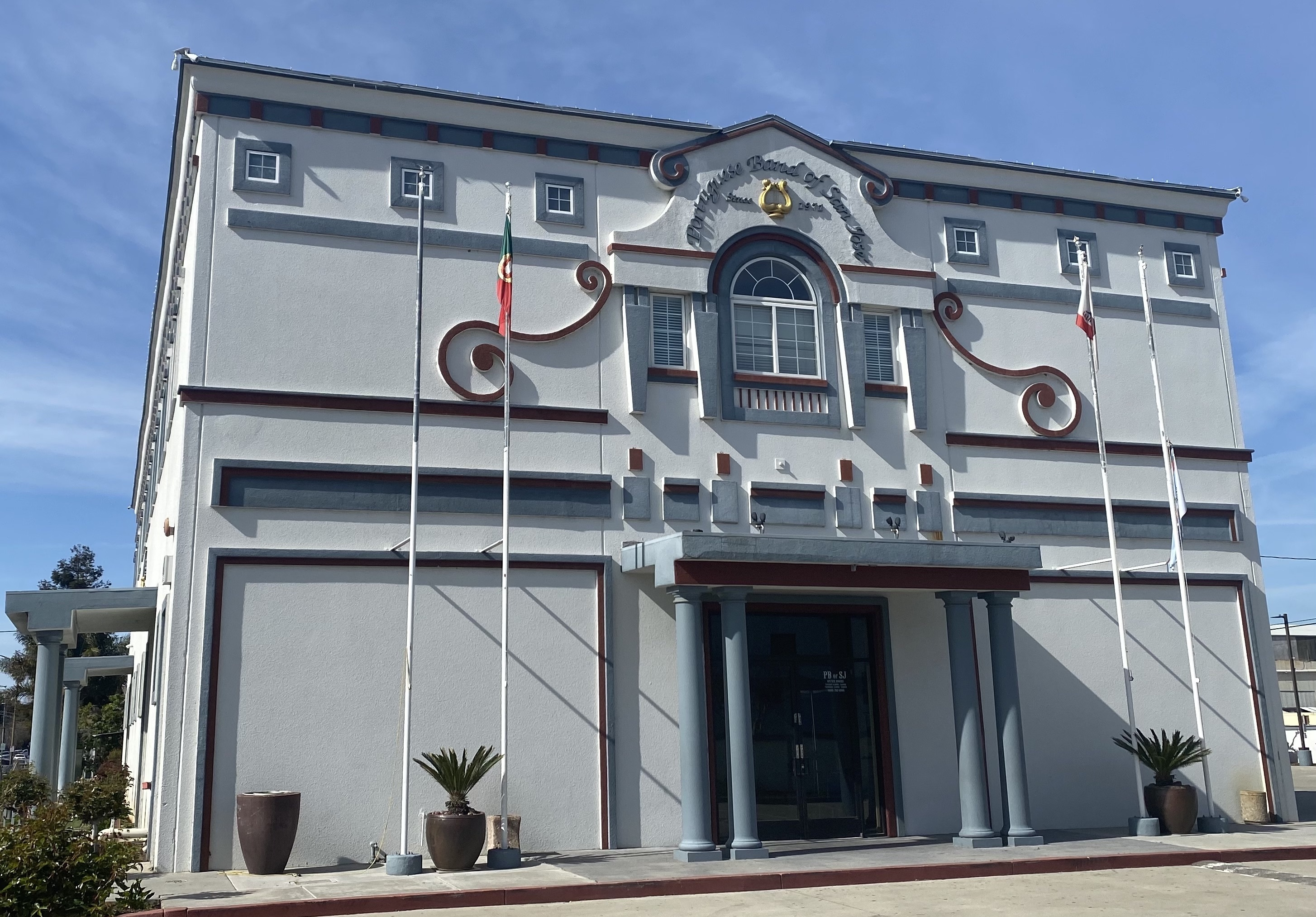
Banda Portuguesa de San José

O Little Portugal inclui uma série de organizações sociais luso-americanas, incluindo a Aliança Jorgense, a Casa do Benfica, o Centro Leonino da Califórnia, o IES Hall, a Banda Portuguesa de San José (a mais antiga banda marcial portuguesa sobrevivente na Califórnia), a Sociedade Filarmónica União Popular, clubes desportivos locais como o Portuguese Athletic Club, a Portuguese Association for Social Services and Opportunities (POSSO), uma agência de serviços sociais do bairro fundada em 1974, e uma associação empresarial.
Os negócios portugueses de longa data no bairro incluem: Bacalhau Grill & Trade Rite Market; Café do Canto; Casanova Imports; Five Star Bakery; Foto Christiano; Furtado's Jewelers, atualmente fechado; Rádio KSQQ, uma das três estações de rádio pertencentes a Batista Vieira, atualmente multilingue; L & F Fish Market; Silva Sausage; Popular Bakery ou Padaria Popular; Vieira Painting; e o restaurante Sousa's. 

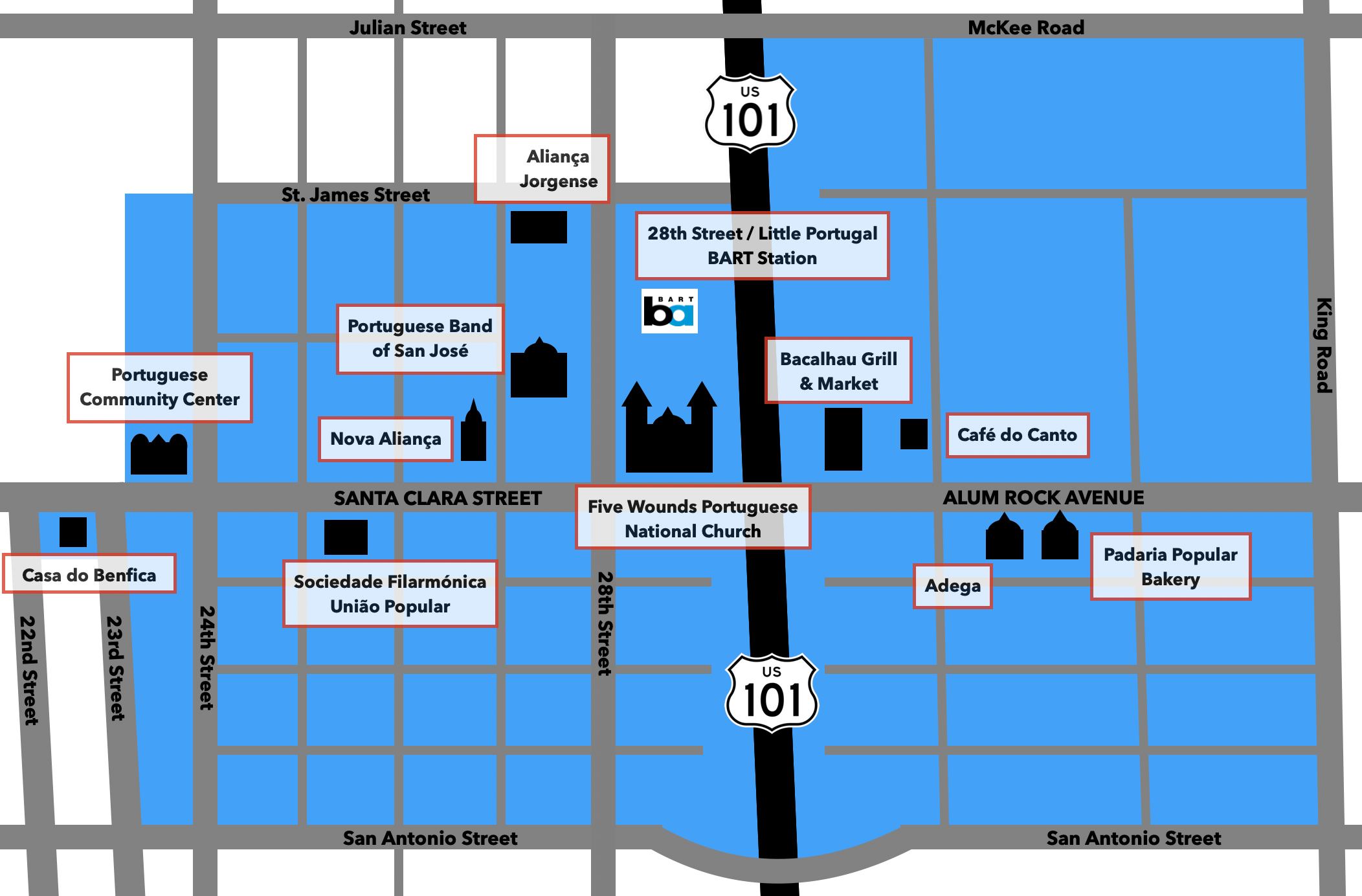
Mapa de Little Portugal

O Museu Histórico Português no History Park de San José é uma réplica do império português original da cidade, que precedeu a construção da Igreja das Cinco Chagas. As Publicações do Património Português da Califórnia estão sediadas no distrito de Berryessa.
O Adega, aberto desde 2015, é o segundo restaurante português nos Estados Unidos a ganhar uma Estrela Michelin e o primeiro restaurante com Estrela Michelin de San José.

## Geografia
Little Portugal está centrado ao longo do ponto em que a Santa Clara Street se torna na Alum Rock Ave, aproximadamente entre a 23rd Street e a 34th Street e estende-se até ao bairro de Anne Darling. A Escola Primária Selma Olinder está localizada na parte sudoeste de Little Portugal.

## Galeria

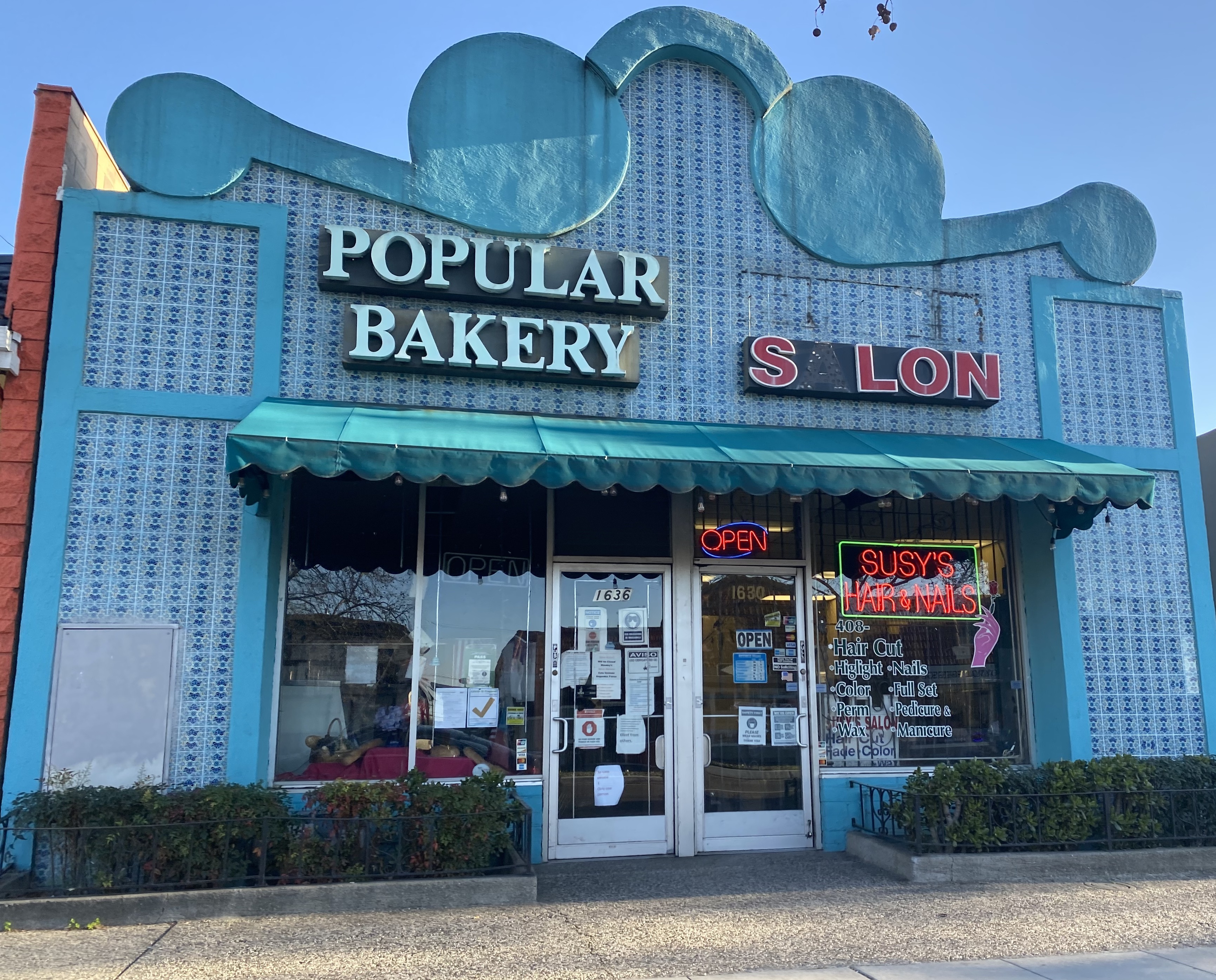
O histórico Popular Portuguese Bakery
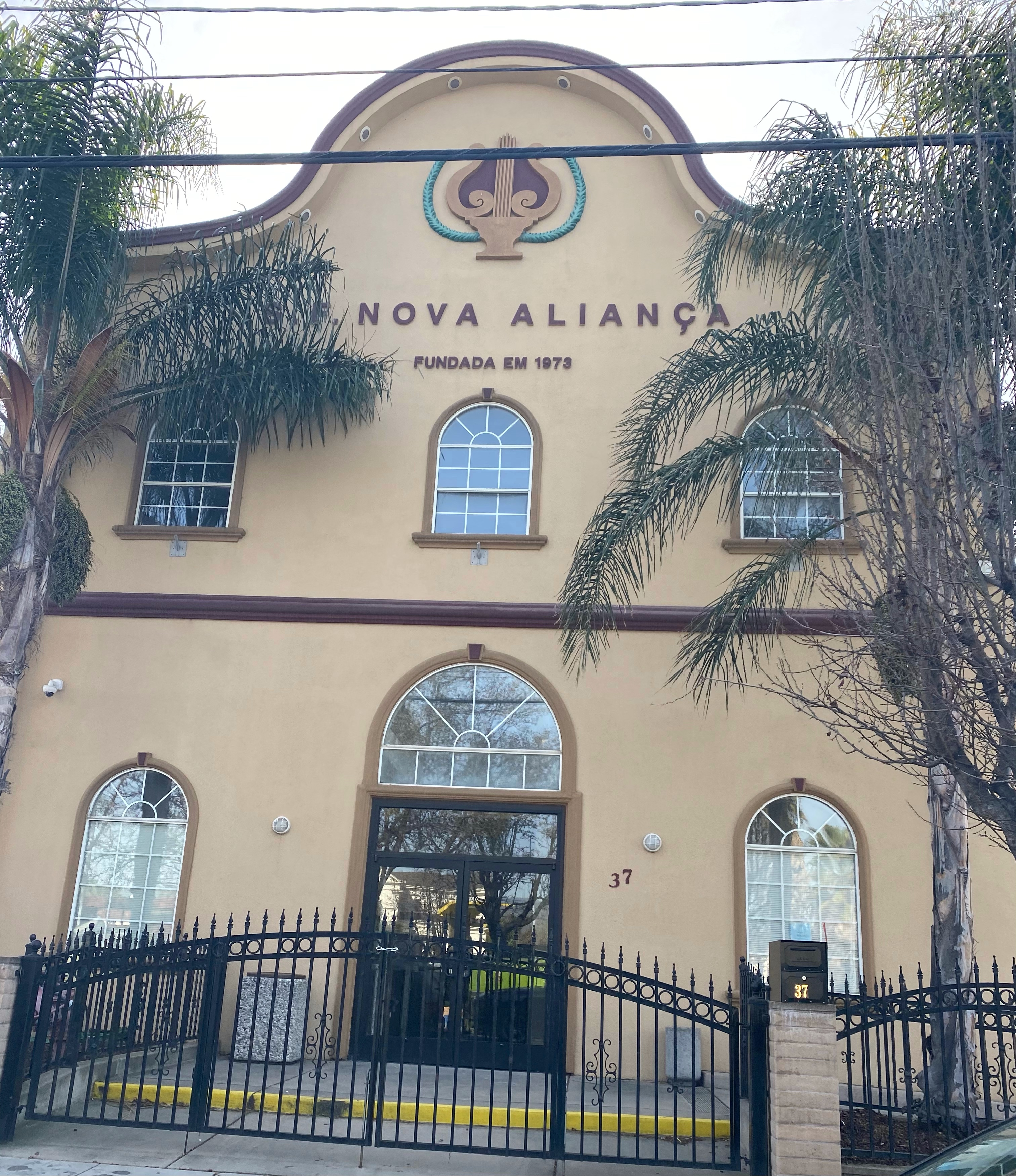
S.F. Nova Aliança
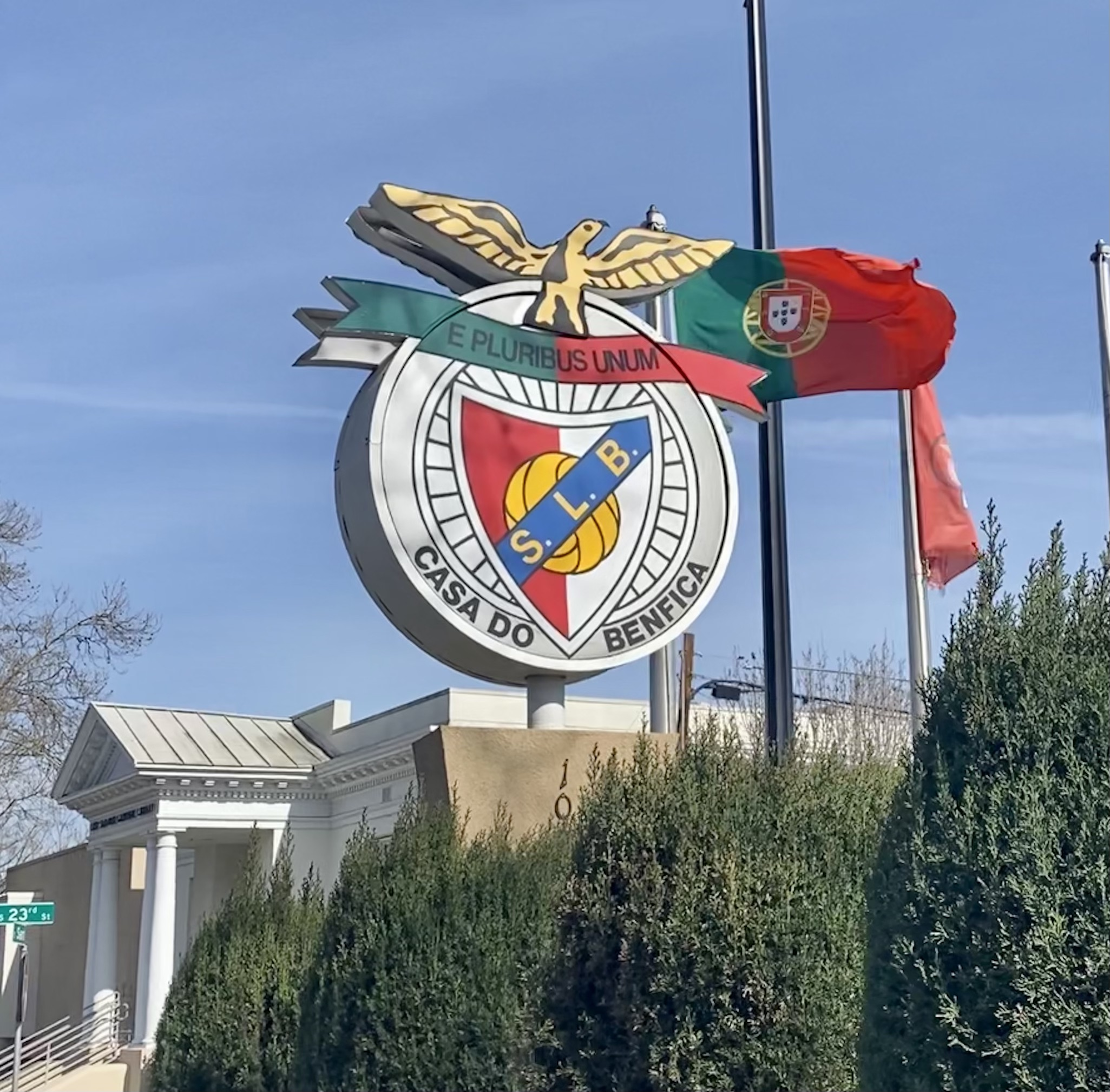
Casa do Benfica
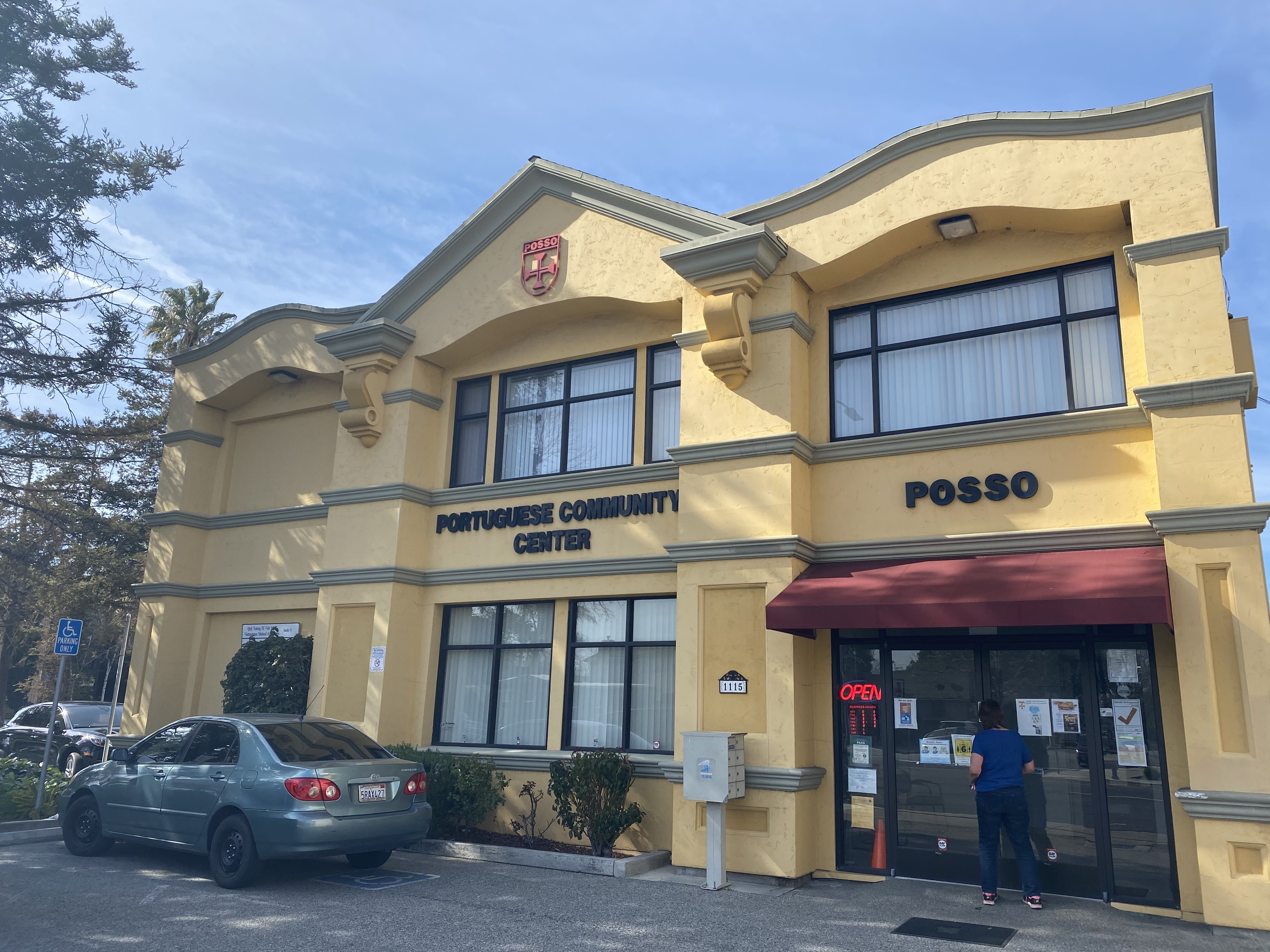
Portuguese Community Center
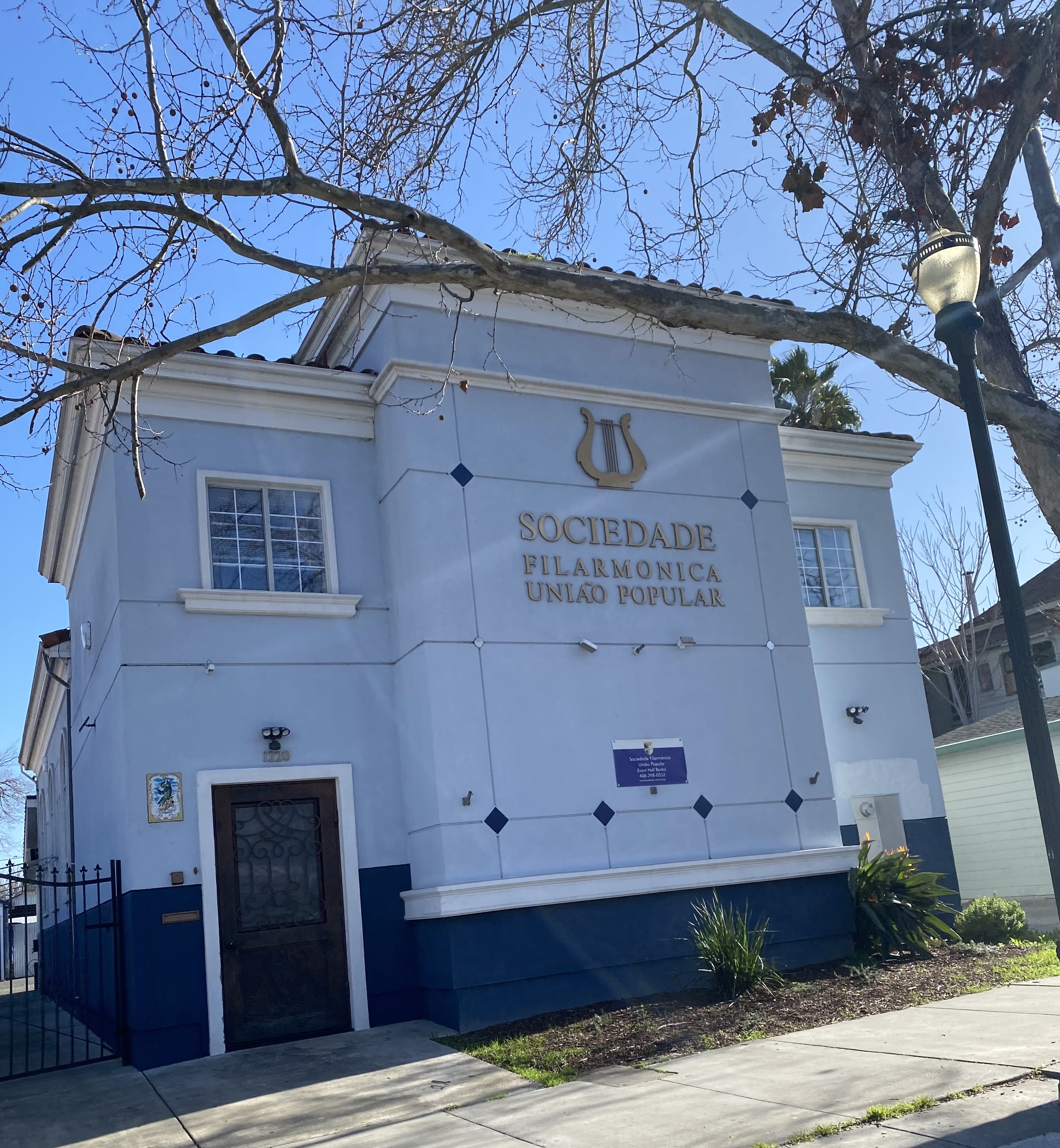
Sociedade Filarmónica União Popular
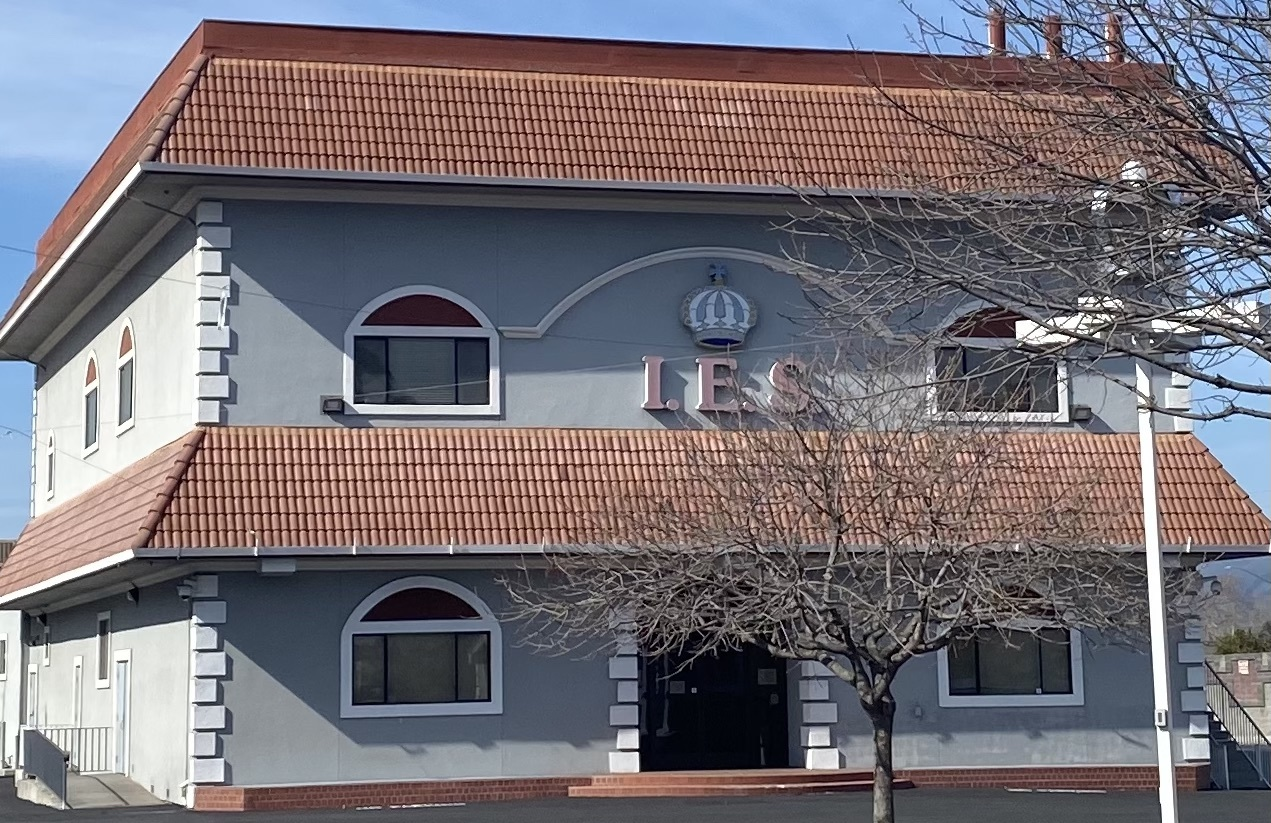
Irmandade do Espírito Santo
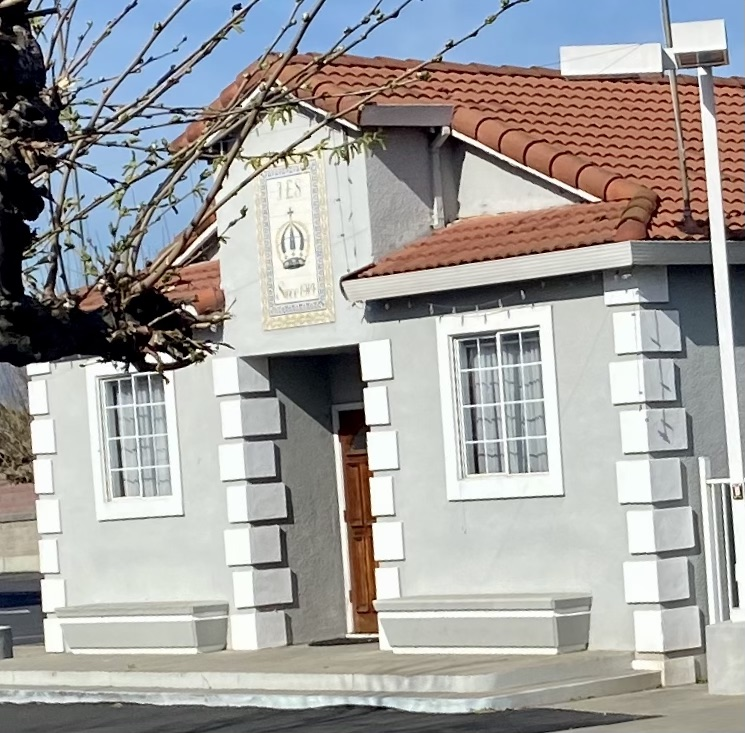
Império do Espírito Santo
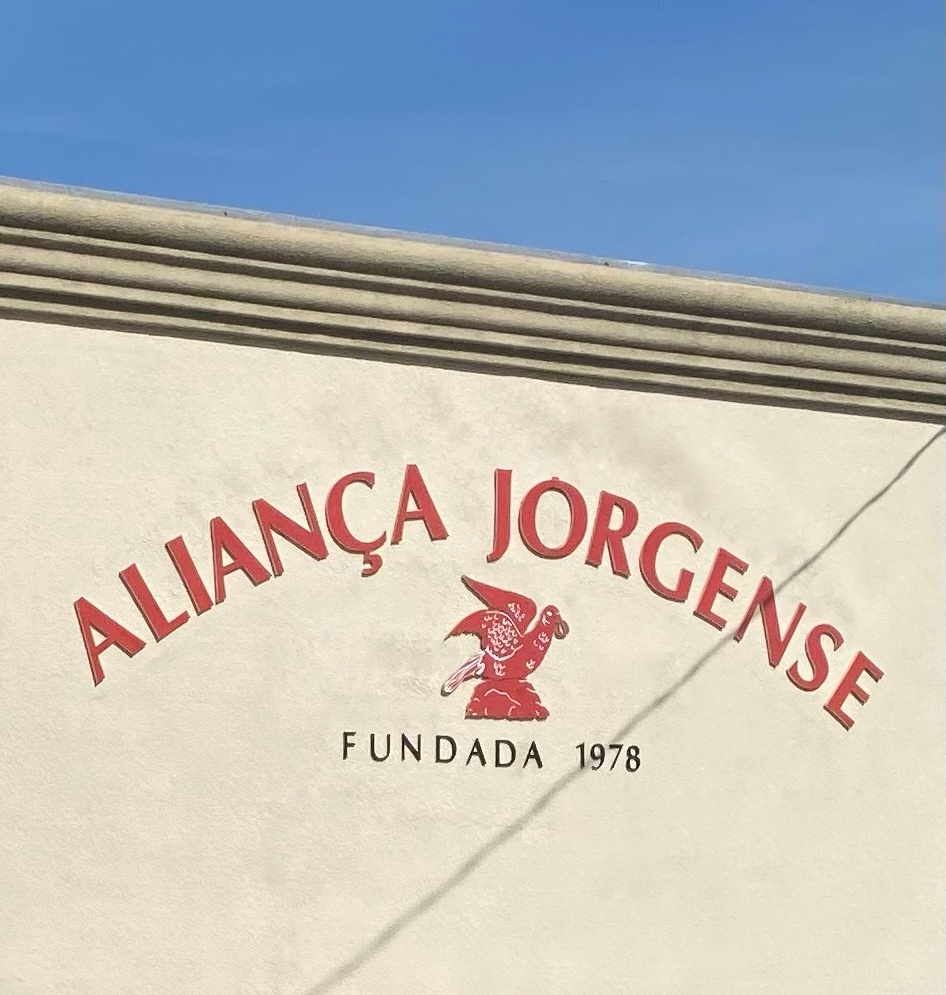
Aliança Jorgense